# 스페이스 채널 5: 파트 2
《스페이스 채널 5: 파트 2》는 유나이티드 게임 아티스츠가 개발하고 세가가 배급한 음악 비디오 게임이다. 1999년에 발매된 《스페이스 채널 5》의 후속작으로, 2002년에 드림캐스트와 플레이스테이션 2 기종으로 처음 출시됐다. 2011년에 플레이스테이션 3, 엑스박스 360 및 마이크로소프트 윈도우로 HD 이식판이 발매됐다.
《스페이스 채널: 파트 2》는 프로듀서 미즈구치 테츠야를 포함한 전작의 개발진들이 2년 동안 제작했다. 미리 렌더링된 비디오를 배경 위에 3D 모델링을 배합한 전작과는 달리 전체 그래픽이 3D로 제작됐다. 전작에서 발전된 게임플레이와 음악으로 비평 및 상업적으로 성공을 거뒀다.

## 발매
2001년 10월 당해의 도쿄 게임쇼 직전에 최초로 발표됐다.

## 참조
1. ↑  영어: Space Channel 5: Part 2, 일본어: スペースチャンネル5 パート2